# Банјип
Банјип (енгл. Bunyip) је митолошко биће из митологије абориџинских народа. Ово биће наводно обитава у близини језера, мочвара, билабонгова, ријека и ушћа ријека широм Аустралије.

## Етимологија назива
Име овог митолошког бића долази из Вергаија језика Вемба-Вемба Абороџина, абориџинског народа са југоистока Аустралије. Ова ријеч у преводу, од стане данашњи Абориџина, значи "ђаво", ”демон” или "зли дух", иако овај превод можда и није испараван и не означава право значење ове ријечи који је важио за вријеме доласка првих Абориџина у Аустралију. Такође, могуће је да име овог бића долази и од аустралске ријечи баниб (енгл. Banib) која значи "наказа" или "уљез", према Г. А. Вилкесовом „Ријечнику аустралског колоквијализма”. Неки модерни извори алудирају на лингвистичку повезаност између ријечи банјип и ријечи буњил (енгл. Bunjil), назива за митолошког "Великог човјека" који је створио планине, ријеке, људе и животиње.
Ријеч банјип се први пут спомиње у енглеском језику средином 1840-их година као значење везано за непознату животињу из Аустралске дивљине која производи застрашујуће крике. Током 1850-их година ријеч банјип је такође постала синоним у енглеском језику становника Аустралије за варалицу, лажова, преваранта, дилера, гангстера, наркомана, криминалца, насилника, терористу, зеленаша, мафијаша, силоватеља, делинквента, девијантну особу, неморалну особу, особу сумњивог морала, пљачкаша, продавца белим робљем, прељубника, провалника, проститутку, преступника, убицу, отмичара, хулигана, сакатеља, лопова и лицемјера.
Термин "банјип аристократија" је настао 1853. године како би се описала аустралска амбициозност да се постане аристократом. У раним 1990им годинама аустралски премијер Паул Кетингје користио ријеч банјип како би описао чланове конзервативне опозиционе Аустралске Либералне Странке (енгл. Liberal Party of Australia). Ријеч банјип се такође може пронаћи и у називима неких географски мјеста у Аустралији, као што су:
- град Банјип у Викторији,
- и ријека Банјип која се улијева у Вестернпортски заљев на југу Викторије.

Диљем Аустралије постоје и други називи за банјипа, као што су:
- у Западној Аустралији:
  - баниб[7],
  - банјар (енгл. Bunnyar)[7],
  - ва-ви (енгл. Waa-wee)[7],
  - вангул (енгл. Wangul)[7],
  - магхет (енгл. Marghet)[7],
  - мунатпан (енгл. Tunatpan)[7];
- у Новом Јужном Велсу:
  - бунјап (енгл. Bunyup)[7],
  - бурли звјер (енгл. Burley beast)[7],
  - вауваи (енгл. Wauwai) (са подручја у близини ријеке Хантер)[7],
  - ви-ва (енгл. Wee-waa) (са подручја у близини града Нарандера)[7],
  - вови (са подручја у близини ријеке Хантер)[7],
  - воуваи (енгл. Wouwai) (са подручја у близини језера Макуари)[7],
  - гаурџ (енгл. Gauarge)[7],
  - гу-ру-нгати (енгл. Gu-ru-ngaty) (из језика Туравал Абориџина)[7],
  - донгус (енгл. Dongus)[7],
  - кинепрати (енгл. Kinepraty) (из језика Вирадјури Абориџина)[7],
  - кинепратија (енгл. Kinepràtia) (из језика Вирадјури Абориџина)[7],
  - кудимудра (енгл. Kuddimudra) (из језика Вирадјури Абориџина)[7],
  - мири-ула (енгл. Mirree-ulla) (из језика Вирадјури Абориџина)[7],
  - мириола (енгл. Mirriola) (са подручја у близини ријеке Барвон)[7];
- у Викторији:
  - кајанпрати[7],
  - катенпаи (енгл. Katenpai)[7],
  - кијанпрати[7][12],
  - мо-ру-бул (енгл. Moo-roo-bul)[7],
  - то-ру-дун (енгл. Too-roo-dun) (са подручја у близини града Вестернпорта)[7],
  - тор-ру-дон (енгл. Toor-roo-don)[7],
  - тумбата (енгл. Tumbata)[7];
- у Квинсленду:
  - кар-бунјах (енгл. Car-bunyah) (са подручја Чанел Кантри)[7],
  - молгеванке (енгл. Moolgewanke)[7],
  - мочел (енгл. Mochel)[7],
  - муни муни (енгл. Munni munni)[7].

## Опис банјипа
Иако не постоји тачан опис банјипа, постоје многе верзије његовог описа од којих су се неке задржале до данашњих дана.

### Опис банјипа у митологији и народним предањима
У митологији банјип је биће које је чувар вода вешт у коришћењу црне магије и враџбина. Излази из воде у ноћи пуног мјесеца, убија и једе све животиње и људе (посебно дјецу и жене) који су у близу обале. Такође може да доноси разне болести, постане невидљив и мења облике. Често може да мења облик у лепу и младу жену како би песмом привукао мушкарце према језеру, слично сирени из грчке митологије, а потом би их удавио или појео. Старији су причали дјеци приче о банјипу пред спавање како би их застрашили да не прилазе обалама ријека и језера.
У једној легенди се спомиње да је "Дугина змија" казнила човјека по имену Биами који је убио и појео тотемску животињу свог племена. "Дугина змија" га је претворила у злог духа Банјипа који је почео нападати своје племе и животиње у околини.

### Опис банјипа из модерног доба
Роберт Холден је у својој књизи из 2001. године написао да постоји најмање девет различити описа за банјипа диљем Аустралије. Први европски досељеници су такође записали многоброје верзије описа банјипа.
Међу некима од најчешћи особина које су се приписивале банјипу у описима објављиванима у аустралским новинама у току 19ог вијека су: крокодилска глава, псеће лице, тамно крзно, коњски реп, пераје фоке, крављи рогови, кљове као код моржа, и пачји кљун.
Према Тонију Хелију и Полу Коперу око 60% виђења банјипа из модерног доба су слични фокама или псима који пливају, 20% је налик на дуговрате животиње са малом главом, а остало су разни други описи које је тешко груписати.
Џорџ Френч Ангус је 1847. године записао опис банјипа или "воденог духа" од стране Морунди народа који живе крај ријеке Мари. Ово биће по изгледу наликује на огромну морску звјезду која понекад излази на обалу ријеке. Међу другим описима Банјипа су и:
- Опис у коме је налик на велику јегуљу (тзв. Тор-ру-дон),
- Опис у коме је налик на сисара који изгледа као комбинација фоке и пса. Дуго је 1,2 до 1,8 метра. Прекривен је црно-смеђим крзном и нема реп[7];
- Опис у коме је налик на сисара који изгледа као комбинација воденкоња и медвједа,
- Опис у коме је налик на чудно водоземно биће са коњском главом и репом, дугим вратом и великим ушима. Дуго је 1,5 до 4,57 метра. Прекривен је црно-смеђим крзном[7];
- Опис у коме је налик на чудно водоземно биће са птичјом главом и које је прекривено сивим прејем,
- Опис у коме је налик на чудно водоземно биће слично огромном чудноватом кљунашу,
- Опис у коме је налик на чудно водоземно биће величине говеда које је по леђима прекривено са тамносивим перјем,
- Опис у коме је налик на чудно водоземно биће висине око 3,65 до 3,96 метра. Глава овог бића је слична глави емуа са дугим кљуном. Четири ноге овог бића су постављене са стране као код гмизаваца и уздуж су прекривене редом назубљени шиљака. Предње ноге су дуже од задњих, са дугим оштрим канџама. Свој плијен убија "смртоносним загрљајем". Ово биће у води плива попут жабе, а на копну хода на задњим ногама.

#### У креационизму
Према ријечима креациониста банјип је један од доказа да су људи живјели заједно са диносаурусима. Они га описују као биће налик на диносауруса из групе Орнитопода. Ово биће има оштре канџе на предњим ногама, и кожа овог биће је слична кожи крокодила.

## Хронологија сусрета са овим бићем и виђења
- Један од најранијих документовани догађаја везани за банјипа је када су Едвард Смит Хал угледао два различита необићна бића на подручју у близини језера Батурст у Новом Јужном Велсу почетком 1800-их година. Једно биће је наликовало на комбинацију пса и фоке, а друго је било необична четвероножна животиња са дугим вратом[7];
- Средином 1830-их година Џорџ Ренкин и Томас Мичел су у Велингтон пећинама пронашли фосилне остатке костију велике четвероножне животиње, која је према њиховим ријелима била много већа од вола и бивола[17]. Сиднејски велечасни Џон Данморе Ленг је изјави, везано за ове фосиле, да су доказ постојања банјипа[18]. Како год, британски анатомист сер Ричард Овен је идентификовао фосиле као остатке велики торбара из породице дипротодонтидае (лат. Diprotodontidae)[19];
- Највећи број виђења Банјапа се десио у периоду 1840-их и 1850-их, и то углавном на југу Аустралије.
  - 1840. године у Пајка језеру (Нови Јужни Велс) је виђено непознато биће налик на коња како плива[7];
  - У јануару 1846. године на обали ријеке Мурумбидџи, у близини града Барленда у Новом Јужном Велсу, пронађена је лобања која је наводно припадала банјипу[20][21]. Међутим у јулу 1847. неколико експерата из анатомије, укључујући В. С. Маклеја и професора Овена, су идентификовали лобању као лобању деформираног телета[22]. У исто вријеме лобања је била изложена у Сиднејском музеју и привукла је велику пажњу посјетилаца[23][24][25];
  - У марту 1847. године биће налика на огромног чудноватог кљунаша је виђено како се сунча на обали насупрот Кастом Хауса у Мелбурну[26];
  - У својој биографској књизи, из 1852. године, Вилијам Баклеј говори о времену проведеном са Абориџинским племеном Ватауронг. У том периоду, од 30 година, Вилијам је доживио неколико сусрета са банјипом. Он је банјипа описао као водоземну животињу величине говеда, која је по леђима прекривена тамносивим перјем[27]. Према његовим ријечима ово биће обитава у ријеци Барвон и наводно има надприродне моћи, како су му домородци испричали;
  - 1857. године природословац по имену Стоквалер је наводно видио бића слична фокама како пливају у ријеци Мари и ријеци Гоулбурн (у Новом Јужном Велсу)[7];
- 1886. године уз ријеку Молонго (Аустралијска престоничка територија) је виђено непознато биће налик на пса бјеле боје како плива[7];
- 8. септембра 1949. године у вјештачком језеру Ларистон је виђено биће дуго 1,2 метра са великим, чупавим ушима. Свједоци овог догађаја су навели да ово биће користило своје велике уши да би се кретало кроз воду великом брзином[7];
- 1965. године на ријеци Маскари, између градова Ворена и Велингтона (у Новом Јужном Велсу), је виђено непознато биће налик на пса како плива[7].

## Могуће објашњење овог криптида
Постоји неколико могући објашњења за неке од описа овог криптида:
- Што се тиче непознати звукова који се чују ноћу, могуће објашње је смеђи (аустралски) букавац (лат. Botaurus poiciloptilus) - врста птице која обитава у дивљини Аустралије.[28][7]. У току сезоне парења мужјаци ове врсте птица мочварица производе гласне дубоке звукове којима привлаче женке[29] Ову птицу често зову и "банјип-птица".[8]
- Што се тиче описа банјипа могућа објашња су:
  - У случају банјипа гдје се описује као велика јегуља (тзв. Тор-ру-дон) се ради о аустралској дугоперајној јегуљи (лат. Anguilla reinhardtii) - врсти слатководне рибе за коју је забиљежено да може нарасти и до дужине од 3 метра[30];
  - У случају виђења банјипа из 1965. године се радило о виђењу мошусне патке (лат. Biziura lobata) - врсти птице која настањује јужне дјелове Аустралије[7];
  - У случају банјипа гдје се описује као сисар који изгледа као комбинација воденкоња и медвједа се ради о културолошким сјећањима Абориџина на велике торбаре из породице Дипротоидеа (лат. Diprotodontoidea)[7]. До ове идеје први пут је дошао 1871. године доктор Џорџ Бенет[31]. Током 1990-их палеонтолог Пат Викер-Рич и геолог Нил Арчболд су такоће дошли до закључка да су и фосилини остаци торбара из ове породице могли бити узрок настанка легенди[32]. Ови давно изумрли торбарски сисари (од којих су неки били највећи торбари који је икад постојао на Земљи) су живјели од касног Олигоцена до касног Плеистоцена, отприлике до прије неки 11.000 година, као што су:
    - врсте из рода Дипротодон (лат. Diprotodon),
    - врсте из рода Нототхеријум (лат. Nototherium),
    - врсте из рода Зигоматурус (лат. Zygomaturus),
    - врсте из рода Палорчестес (лат. Palorchestes), и сл.

  - У случају банјипа гдје се описује као сисар који изгледа као комбинација воденкоња и медвједа се ради о виђањима фока (туљана), које се могу пронаћи у околним водама Аустралије. У својим записима из 1933. године Чарлс Фенер је дошао до закључка да је могуће да су се Абориџини сусретали са фокама које су доспјеле у унутрашњост континента путем ријека које се сливају у море[33]. Неки од примјера су фоке које су виђени у ријеци Мари и ријеци Дарлинг у Јужној Аустралији (у близини мјеста Оверленд Корнер код града Бармера, и у близини града Локстона) и у близини града Конарга у Новом Јужном Велсу. Могући кандидати за ова виђења су:
    - морски леопард (лат. Hydrurga leptonyx)[34],
    - аустралска фока крзнаш (лат. Arctocephalus pusillus doriferus)[7][34],
    - и јужни морски слон (лат. Mirounga leonina)[34];

  - Такође, могуће објашњење виђања банјипа је и квинслендски слатководни бакалар (лат. Maccullochella peelii) - врсти слатководне рибе за коју је забиљежено да може нарасти и до дужине од 1,8 метра[7]. Већи примјерци ове врсте су данас веома ријетки због превеликог излова[35];

- реконструкција изгледа врсте Дипротодон оптатум (лат. Diprotodon optatum)
- костур врсте Дипротодон аустралис (лат. Diprotodon australis)
- реконструкција изгледа врсте Палорчестес алел (лат. Palorchestes azael)
- аустралска дугоперајна јегуља
- смеђи (аустралски) букавац
- мошусна патка
- два мужјака јужни морски слонова у борби
- морски леопард
- фока крзнаш
- квинслендски слатководни бакалар

## У популарној култури
- илустрација банјипа из 1890. године (аутор Ј. Макфарлин)
- илустрација банјипа из 1890. године (обојена верзија)
- илустрација банјипа из 1900. године (аутор Ц. Д. Ричардсон)
- илустрација банјипа из 1935. године

### У књижевности
У књижевности из 19. и почетка 20. вијека се могу пронаћи многобројна дјела у којима се спомиње банјип.
- Најранија знана прича у којој се спомиње банјип је из књиге „The Brown Fairy Book” аутора Андруа Ленга из 1904. године;